# 法维耶尔 (默尔特-摩泽尔省)
法维耶尔（法語：Favières，法語發音：[favjɛʁ] ⓘ）是法国默尔特-摩泽尔省的一个市镇，位于该省南部，属于图勒区。

## 地理
法维耶尔（48°27'46"N, 5°57'16"E）面积29.5 平方千米，位于法国大東部大區默尔特-摩泽尔省，该省份为法国东北部内陆省份，是洛林的一部分，北邻比利时、卢森堡，北起顺时针与摩泽尔省、下莱茵省、孚日省和默兹省接壤。
与法维耶尔接壤的市镇（或旧市镇、城区）包括：巴蒂尼、多尔库尔、热洛库尔、热蒙维尔、拉勒夫、索尔克塞罗特、瑟兰库尔、特拉蒙埃米、特拉蒙圣安德烈、旺德莱维尔、阿罗夫、阿尔蒙维尔。

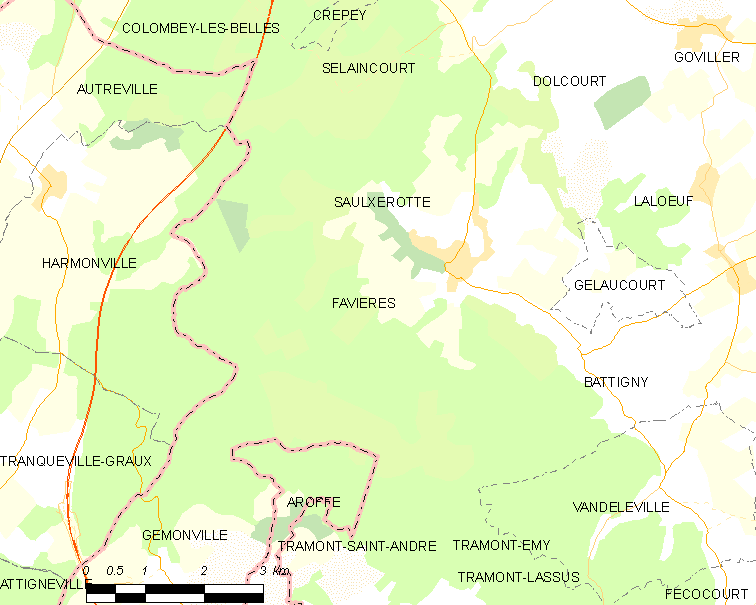
的OSM定位图

法维耶尔的时区为UTC+01:00、UTC+02:00（夏令时）。

## 行政
法维耶尔的邮政编码为54115，INSEE市镇编码为54189。

## 政治
法维耶尔所属的省级选区为梅讷欧桑图瓦县。

## 人口

1962-2008年间人口变化图示

法维耶尔于2022年1月1日时的人口数量为581人。